# Tanacetum uniflorum
Tanacetum uniflorum — вид рослин з роду пижмо (Tanacetum) й родини айстрових (Asteraceae).

## Середовище проживання
Поширений у східній Туреччині й північно-західному Ірані.